# بلدية جيلغافا
بلدية جيلغافا هي بلدية في لاتفيا، بلغ عدد سكانها 22٬443  نسمة، في 2017، عاصمتها يلغافا.

## الموقع
تشترك في الحدود مع:
- يلغافا
- بلدية ببيت
- بلدية أولاين
- بلدية أوزولنيكي
- بلدية توكومز
- بلدية تيرفته
- بلدية دوبيل
- بلدية روندال.

## التقسيمات الإدارية
- Eleja Parish [الإنجليزية]‏
- Glūda Parish [الإنجليزية]‏
- Jaunsvirlauka Parish [الإنجليزية]‏
- Kalnciems Parish [الإنجليزية]‏
- Lielplatone Parish [الإنجليزية]‏
- Līvbērze Parish [الإنجليزية]‏
- Platone Parish [الإنجليزية]‏
- Sesava Parish [الإنجليزية]‏
- Svēte Parish [الإنجليزية]‏
- Valgunde Parish [الإنجليزية]‏
- Vilce Parish [الإنجليزية]‏
- Vircava Parish [الإنجليزية]‏
- Zaļenieki Parish [الإنجليزية]‏.